# Женское молоко

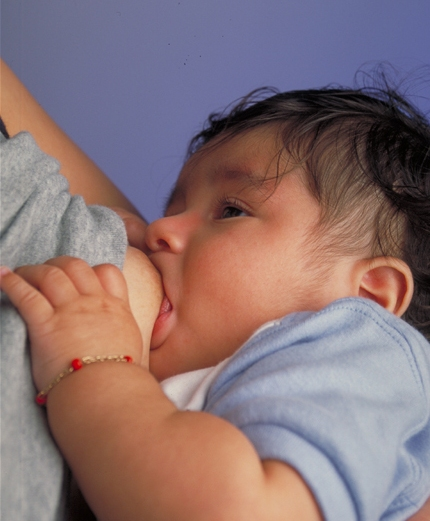
Грудное вскармливание

Женское молоко — питательная жидкость, вырабатываемая молочными железами женщины. Меняет свой состав как по стадиям беременности—родов—грудного кормления — молозиво—переходное—зрелое молоко, так и во время каждого кормления — переднее—заднее молоко. По своему составу соответствует пищевым требованиям ребёнка в период младенчества, а также выполняет функции иммунной защиты и регуляции роста ребёнка.

## Состав
- Сухие вещества — 11,9 %
- Жир — 3,9 %
- Белок — 1,0 % (в том числе казеина — 0,4 %)
- Лактоза — 6,8 %
- Минеральные вещества — 0,2 %

Состав женского молока в период лактации меняется в зависимости от периода лактации, времени суток и даже от начала к концу каждого кормления. Содержание некоторых компонентов, например, водорастворимых витаминов (аскорбиновой, никотиновой кислот, тиамина, рибофлавина, пиридоксина) до определённой степени зависит от режима питания матери. Содержание других компонентов, например, железа, не зависит от диеты матери.

### Белки
Общее количество белков в женском молоке составляет 0,9—1,0 %, что в 2—3 раза ниже, чем в коровьем молоке. Содержание казеина низкое в начале лактации (соотношение сывороточные белки/казеин 90:10); в зрелом молоке пропорция казеина выше (соотношение сывороточные белки/казеин 60:40). Размер казеиновых мицелл равен 42 нм.
Комплекс частично развёрнутого альфа-лактальбумина (сывороточный белок грудного молока) и олеиновой кислоты, получивший название HAMLET (аббревиатура от Human Alpha-Lactalbumin Made Lethal to Tumor Cells) вызывает программируемую гибель (апоптоз) опухолевых клеток как in vitro, так и in vivo. Условия, необходимые для образования комплекса HAMLET, присутствуют в желудке ребёнка на грудном вскармливании: низкий pH может развернуть молекулу белка за счёт высвобождения кальция; там же происходит гидролиз триглицеридов молока кислоточувствительными липазами с высвобождением олеиновой кислоты.

### Жиры
Содержание жира колеблется от 2,1 до 5,3 %, при этом жир женского молока содержит в 1,5—2 раза больше ненасыщенных жирных кислот (в том числе незаменимых) по сравнению с жиром коровьего молока. Жир молока тонко диспергирован, что способствует лучшему всасыванию жира организмом ребёнка.

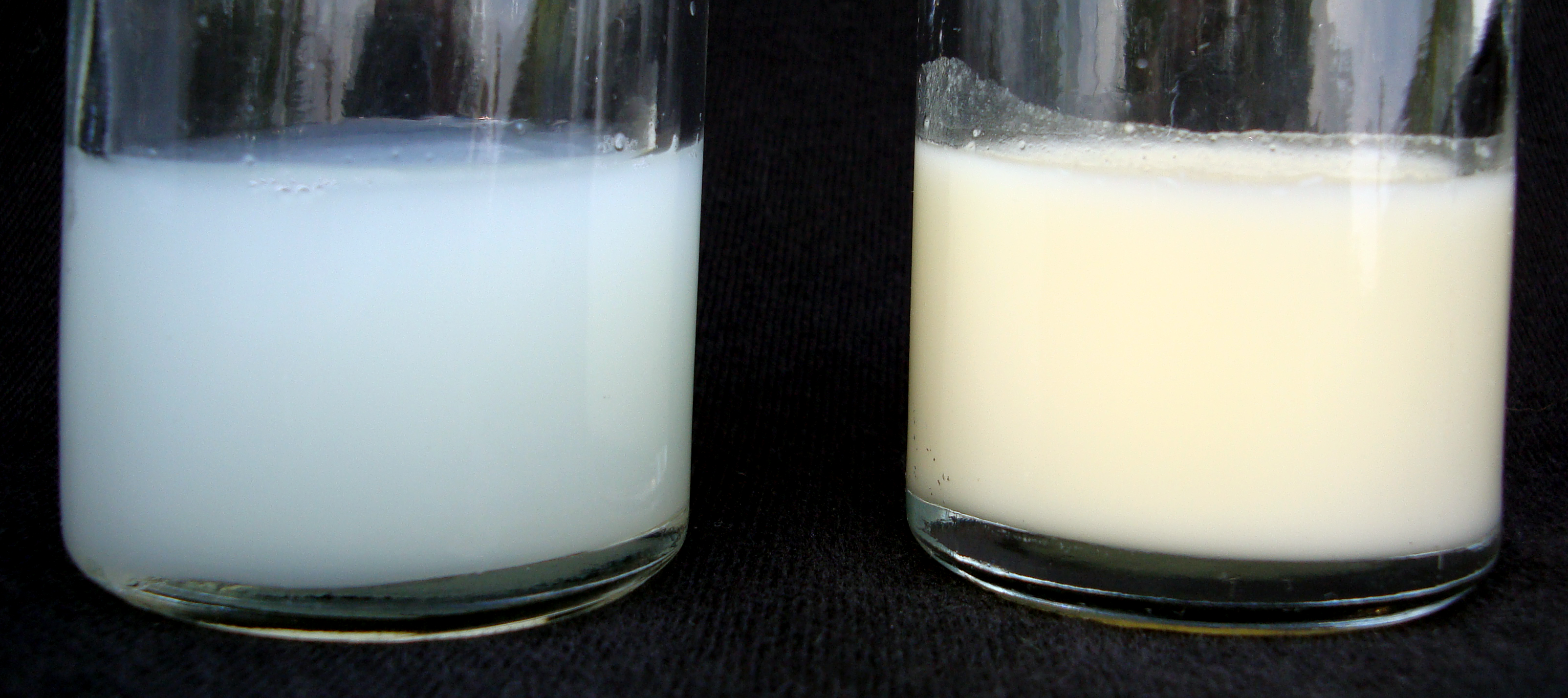
Две порции сцеженного грудного молока одной и той же матери. Порция слева — переднее молоко, сцеженное перед кормлением из полной груди. Порция справа — заднее молоко, сцеженное из практически опустошенной груди. Концентрация жира в заднем молоке выше

Жирность молока обратно пропорциональна наполненности груди: в начале кормления из полной груди ребёнок получает так называемое переднее молоко, содержание жира в котором невелико. Такое молоко хорошо утоляет жажду ребёнка. По мере того, как ребёнок опорожняет грудь, концентрация жира в молоке плавно возрастает. «Заднее» молоко, которое ребёнок получает в конце кормления, содержит больше жира.
Диета матери не влияет на общее содержание жира в молоке. Но при этом состав жирных кислот в молоке зависит от типа жиров в питании женщины.

### Углеводы
Женское молоко содержит много лактозы — 6,8 % и около 1 % других более сложных олигосахаридов, которые стимулируют развитие в кишечнике грудного ребёнка бифидобактерий.
Лактоза важна для усвоения кальция. Высокое содержание лактозы, которая расщепляется на глюкозу и галактозу при переваривании молока, обеспечивает энергией быстро растущий мозг ребёнка.
В грудном молоке обнаружено около 130 разновидностей олигосахаридов. Олигосахариды могут блокировать антигены и предотвращать их прикрепление к клеткам эпителия. Например, этот механизм блокирует адгезию пневмококка.
Олигосахаридом является и содержащийся в грудном молоке бифидус-фактор, который стимулирует рост бифидобактерий в кишечнике ребёнка.

### Ферменты
Грудное молоко содержит активные гидролитические ферменты: липазу, амилазу, протеазу, ксантиноксидазу и характеризуется менее активной пероксидазой и щелочной фосфатазой.
Активируемая желчными солями липаза, вырабатываемая молочной железой матери и поступающая в организм ребёнка с женским молоком, компенсирует низкое количество собственных ферментов новорождённого и помогает ребёнку усваивать жиры.
Свободные жирные кислоты, которые образуются при расщеплении жиров в желудочно-кишечном тракте ребёнка липазой женского молока, имеют сильное противовирусное и антипротозойное действие. Активируемая желчными солями липаза является основным фактором, инактивирующим патогенных простейших.

### Иммунные факторы
Женское молоко содержит широкий спектр факторов иммунологической защиты.
Основными типами иммунных клеток, которые содержатся в женском молоке являются фагоциты (в основном, макрофаги) (90 % популяции клеток), Т-лимфоциты и В-лимфоциты (10 % популяции клеток грудного молока). Эти клетки остаются активными в желудочно-кишечном тракте ребёнка.
Основной класс иммуноглобулинов женского молока составляет секреторный иммуноглобулин А (sIgA). Этот иммуноглобулин защищает слизистые ребёнка — главные ворота инфекции для детей этого возраста. В молозиве содержание sIgA достигает 5 г/Л, в зрелом молоке — до 1 г/Л. Секреторный иммуноглобулин А резистентен к низкому рН и протеолитическим ферментам и остаётся активным в ЖКТ ребёнка, покрывая его стенки защитным слоем. Несмотря на то, что концентрация иммуноглобулинов А в зрелом молоке ниже, ребёнок получает достаточно этих антител за счёт того, что поглощает больший объём молока. Было подсчитано, что в течение всего периода кормления грудью ребёнок ежедневно получает приблизительно 0,5 г секреторного иммуноглобулина А в сутки. Это в пятьдесят раз больше, чем суточная доза IgA, которую получают пациенты с гипоглобулинемией.
Иммуноглобулины, которые поступают с грудным молоком к ребёнку, специфичны к патогенам ребёнка. Это происходит потому, что каждый раз, когда мать контактирует с ребёнком — кормит грудью, носит на руках, целует, нюхает, касается ребёнка, меняет подгузники, купает его — она вдыхает и/или проглатывает бактерии и другие патогенные микроорганизмы (которые находятся на коже ребёнка, в фекалиях и т. д.). Эти патогены активируют В-лимфоциты, которые находятся в лимфоузлах кишечно-ассоциированной и бронхиально-ассоциированной лимфоидной ткани матери. Часть этих активированных лимфоцитов мигрируют в молочную железу и производят секреторный иммуноглобулин А, поступающий через грудное молоко к ребёнку. Таким образом, с каждым прикладыванием к груди ребёнок получает антитела, специфичные именно тем патогенным микроорганизмам, воздействию которых подвергаются он и его мать.
Антимикробную защиту широкого спектра обеспечивают ферменты лизоцим и лактоферрин. Лактоферрин составляет от 10 % до 15 % всей белковой составляющей женского молока.
На втором году лактации концентрации лизоцима, лактоферрина, общего и секреторного иммуноглобулина А выше, чем на первом году лактации.
В человеческом молоке обнаруживается около 600 (по другим данным, более 700) видов бактерий. Среди них бифидобактерии нескольких видов (B. breve, B. adolescentis, B. longum, B. bifidum, B. dentium).
. Кроме того, в молоке содержатся сложные длинноцепочечные сахара, так называемые олигосахариды. В литре грудного молока их находится около десяти граммов, что в 10-100 раз больше, чем в молоке любых других млекопитающих. Олигосахариды предназначаются не для питания самого ребёнка, поскольку у последнего отсутствуют необходимые для этого ферменты, а для питания бифидобактерий, которые содержатся в грудном молоке.

### Гормоны и факторы роста
Женское молоко содержит эпидермальный фактор роста, фактор роста нервов, человеческие факторы роста I, II и III, инсулиноподобный фактор роста, эритропоэтин,
тироксин и тиреотропин-рилизинг гормон, холецистокинин, бета-эндорфины, простагландины, пролактин, лептин, грелин, адипонектин, резистин, обестатин
 .

## Свойства
Женское молоко имеет следующие физико-химические и технологические свойства:
- кислотность = 3÷6°Т, рН = 6,8÷7,4
- плотность = 1026÷1036 кг/м³
- термоустойчивость высокая (более 50 минут при 130 °C), что объясняется низким содержанием ионизированного кальция.

Производятся специальные адаптированные молочные смеси для искусственного вскармливания младенцев, которые по какой-то причине не получают грудное молоко. Методы адаптирования молочных смесей из коровьего молока сводятся к снижению количества белков, сбалансированию незаменимых кислот, полинасыщенных жирных кислот, минеральных веществ (Са, Р, Na), витаминов, повышению содержания лактозы. Тем не менее, все смеси содержат лишь часть желательного для получения младенцем состава веществ, и соответствуют лишь минимальным требованиям адаптации к женскому молоку. В смесях отсутствуют иммунные факторы, гормоны и факторы роста.
 Согласно результатам исследования Университетского колледжа Дублина, грудное вскармливание никак не влияет на когнитивные способности ребёнка, но снижает уровень гиперактивности.